# Karanasa huebneri
Karanasa huebneri là một loài bướm thuộc họ Nymphalidae. Nó có thể được tìm thấy ở miền bắc Pakistan, và Indian occupied Kashmir.

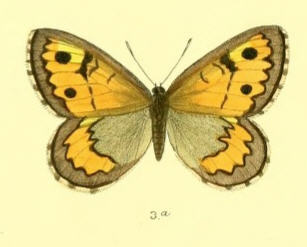